# Cesare Giacobbe
Cesare Giacobbe (Bergamo, 1916 – Tobruk, 11 luglio 1941) è stato un militare italiano insignito della medaglia d'oro al valor militare alla memoria nel corso della seconda guerra mondiale.

## Biografia
Nacque a Bergamo nel 1916, figlio di Carlo. 
Dopo aver conseguito il diploma di perito agrario a Cremona, fu arruolato nel Regio Esercito ed ammesso, nel giugno 1937, a frequentare la Scuola di allievi ufficiali di Spoleto dove nell'aprile 1938 fu nominato sottotenente di complemento dell'arma di fanteria assegnato al 53º Reggimento fanteria per il servizio di prima nomina. Posto in congedo nello stesso anno venne assunto come funzionario dall’Istituto Nazionale delle Assicurazioni. Richiamato in servizio attivo alla vigilia dell'entrata in guerra del Regno d'Italia, fu destinato a prestare servizio in Africa Settentrionale Italiana,  dapprima al 70º Reggimento fanteria della 63ª Divisione fanteria "Cirene" e poi al 27ºReggimento fanteria della 17ª Divisione fanteria "Pavia". Assegnato al I battaglione, assunse il comando del plotone esploratori della compagnia comando. Cadde in combattimento nella zona di Tobruk l'11 luglio 1941, e fu insignito della medaglia d'oro al valor militare alla memoria.